# Neufvilles
Neufvilles (wa. Neuvile) – dzielnica (section) miasta Soignies w Belgii, w Regionie Walońskim, w prowincji Hainaut, w okręgu Soignies. 1 stycznia 2020 roku liczyła 3551 mieszkańców. Do 31 grudnia 1976 r. samodzielna gmina. 

## Demografia
Liczba mieszkańców, stan na 1 stycznia:
| Rok                | 1930 | 1947 | 1961 | 2020 |
| ------------------ | ---- | ---- | ---- | ---- |
| Liczba mieszkańców | 2507 | 2431 | 2352 | 3551 |